# Pogona vitticeps
Pogona vitticeps, е вид брадат дракон – гущер, обитаващ разнообразни пустинни и полупустинни територии в Австралия. Видът е много популярен за отглеждане като домашен любимец и се среща в множество зоопаркове, в това число и Софийския зоопарк.

## Физическо описание
Възрастните екземпляри от вида обикновено израстват до около 60 cm на дължина, като повече от половината от дължината им заема опашката. Не се наблюдава силно изразен полов диморфизъм, но мъжките се разпознават от женските по по-широката им клоака, по-широката основа на опашката, по-голямата глава и „брада“ (често черна на цвят) и наличието на хемипениси. Мъжките също така имат по-ясно изразени феморални пори от женските (забелязват се като восъчни буци от вътрешната страна на задните крака).
В цветово отношение, брадатите дракони варират в широки граници: кафяви, сиви, червеникаво-кафяви, червени, жълти, бели, оранжеви, зелени. Способни са да променят в известна степен нюанса на цвета си, което им е от полза при регулирането на телесната температура. Специалните люспи с формата на бодли започват от двете страни на гърлото, врата и главата им и продължават по протежението на тялото до опашката. Когато се чувстват застрашени, брадатите дракони долепят тяло до земята, издуват бодливото си гърло и отварят челюстите си в опит да изглеждат по-големи. Мъжките обичайно имат по-тъмна „брада“ от женските и по време на периода на ухажване и чифтосване „брадата“ често става още по-тъмна до черна.
Като всички гущери от семейство Агамови, Pogona vitticeps имат силни крака, които им позволяват напълно да отделят тялото си от земята при придвижване. По този начин се намалява приемът на топлина от земята и въздушната струя охлажда корема.
Видът Pogona vitticeps е описан за първи път от германския зоолог Ернст Ал през 1926 година, който тогава го класифицира към род Amphibolurus.

## Географско разпространение и хабитат
Видът обитава полупустинните безводни гористи местности и скалисти пустинни територии в Централна Австралия. Pogona vitticeps са ловки катерачи и често прекарват почти толкова време по дървета, огради и храсти, колкото и на земята. Сутрин и рано привечер се препича на слънце върху скали или издадени клони, а през най-горещите часове на деня се крие на сянка или в леговища под земята.

## Поведение
Брадатите дракони не издават звуци, освен леко съскане, когато се чувстват застрашени. Вместо това, те общуват посредством цветовата окраска, стойката и физически жестове, подобни на помахване на краче и клатене на глава. Брадатите дракони не са социални животни, но понякога се събират на групи, особено около изобилна храна или места, подходящи за препичане. В тези моменти между индивидите възниква строго определена йерархия: висшестоящите индивиди заемат най-високите и добре огрени места, а по-низшестоящите се подреждат на по-ниско. Ако низшестоящ индивид се опита да се противопостави на някой от доминиращите в групата, доминиращият ще демонстрира превъзходство с клатене на глава, издуване на брадата. Ако низшестоящият признае поражението си, го изразява с помахване на предно краче, в противен случай и той започва да клати заплашително глава и може да си стигне до сбиване.
Когато мъжките екземпляри помахват, с това изразяват подчинението си на други доминиращи мъжки; когато женските помахват и бавно поклащат глава, това означава, че са готови за чифтосване. Оплодените женски често отказват ухажванията от други мъжки, като ги подгонват и лягат на гърбове им.
При директно нападение, брадатите дракони от вида Pogona vitticeps отварят уста и издуват брадата си. Променят цвета на тялото си в по-тъмен, притискат тяло в земята и съскайки правят леки подскоци по посока нападателя.

## Размножаване
Не е установена точната възраст, при която брадатите дракони от вида достигат полова зрелост, но се оценява на приблизително 1 – 2 години. Body size and growth rates are more important than age when determining sexual maturity in bearded dragons. Мъжките стават много агресивни един към друг и изразяват надмощие с издуване на брадите си и бързо клатене на глава. Размножителният период обикновено започва в началото на пролетта. Женските снасят люпила от по 11 – 30 продълговати яйца в плитко гнездо, изкопано в пясъка. След като снесе, женската зарива яйцата в пясъка и ги оставя без надзор. Яйцата се излюпват приблизително 60 – 80 дни по-късно, в зависимост от температурата на средата. Женската е способна да задържа семенна течност, така че и впоследствие може да снася оплодени яйца.
Ритуалите по ухажване и чифтосване включват клатене на глава от страна на мъжкия, с което той демонстрира превъзходството си. Ако женската покаже подчинение, мъжкият захапва тила на женската и обвива предните си крака около горната част от нейния торс, за да ѝ попречи да избяга. Актът на копулация и осеменяване е бърз. Периодът на бременност продължава средно месец и половина.

## Развъждане в плен
Няколко от седемте вида в рода Pogona биват отглеждани като домашни любимци, като двата най-популярни измежду тях са P. vitticeps и Pogona minor Болшинството развъдени в изкуствени условия брадати дракони днес се смята, че произхождат от нелегално експортирана пратка през 1970-те години.
Отглежданите в плен представители на вида по цял свят са застрашени от вируса Agamid adenovirus, който разрушава имунната система на брадатия дракон и води до смъртта му от други вируси. По-голямата част от инфекциите са асимптоматични и животните са активни носители на болестта, като така заразяват и други дракони.